# 大統領専用ヨット
大統領専用ヨット（だいとうりょうせんようヨット）は、ある国の海軍に所属する艦船で、特にその国の大統領が用いるもの。ここでいう「ヨット」は、大型の遊行船のことであり、一般的には帆船ではなく汽船であり、外国元首など賓客の接遇などにも用いられる。
観艦式において、特定の艦船が大統領専用ヨットとして、そのつど臨時に指定されることもよくあるが、以下に記述する諸国のように、恒久的に指定された大統領専用ヨットをもつ国もある。

## フィンランド
フィンランドの大統領は、小型のプライベート・ヨット「Kultaranta VIII」をもっている。

## フィリピン
BRP Ang Pangulo（「Ang Pangulo」は「大統領」の意）が、フィリピンの大統領の専用ヨットである。フィリピンでは、アメリカ合衆国の植民地であった時代から当時の総督が用いるヨットが運行されており、それがその後のフィリピン・コモンウェルス以降、大統領専用ヨットに移行した。

## ロシア
ロシア連邦大統領がドミートリー・メドヴェージェフだった当時の大統領専用ヨットは、シリウス (Sirius) という名だった。

## トルコ
MV Savarona が現在の大統領専用ヨットであるが、2010年までは、私的なリース契約に基づいて供与されていたものであり、この船に代わる新しい船の計画が進められている。
新たな大統領専用ヨットは、大統領や、トルコを訪れた外国元首たちが使用するものとして、トルコ政府が発注しているとされる50m級のヨットである。このヨットの詳細は、2008年9月に初めて公になった。このヨットは、イスタンブールのペンディクにあるイスタンブール海軍工廠で建造されており、飛行物体のような船体に、地対空ミサイルその他のハイテク機器が装備されているという。

## アメリカ合衆国
かつてアメリカ合衆国では、大統領専用ヨットを運用していた。1929年には、当時の大統領専用ヨット、メイフラワー（1906年 – 29年）が、世界恐慌直前の財政政策のひとつとして退役になっている。最も有名な大統領専用ヨットとしては、 ポトマック（1936年 – 45年）やウィリアムズバーグ（1945年 – 53年）が挙げられる。
1961年、日本の首相だった池田勇人が訪米した際、大統領ジョン・F・ケネディは、ポトマック川に浮かべた当時ハニー・フィッツと呼ばれていた大統領専用ヨットに池田を招き、いわゆる「ヨット会談」を行なった。
最後の大統領専用ヨットは、セコイア（1933年 – 77年）であった。

## ユーゴスラビア
最も有名なユーゴスラビアのヨットは、元帥ヨシップ・ブロズ・チトー（ユーゴスラビア社会主義連邦共和国大統領：在任 1953年 - 1980年）のヨットだった Galeb である。やはりチトーのプライベート・ヨットだった MS Jadran は、1975年にジョン・レトニック (John Letnik) に100万ドルで売却され、トロントの波止場に係留されてキャプテン・ジョンズ・ハーバー・ボート・レストランに転用された。